# Unthank
Unthank är en ort i civil parish Alnham, i grevskapet Northumberland i England. Orten är belägen 17 km från Alnwick. Unthank var en civil parish 1866–1955 när det uppgick i Alnham. Civil parish hade 11 invånare år 1951.